# Biscogniauxia mucigera
Biscogniauxia mucigera är en svampart som beskrevs av Van der Gucht 1996. Biscogniauxia mucigera ingår i släktet Biscogniauxia och familjen kolkärnsvampar.   Inga underarter finns listade i Catalogue of Life.